# Adam Kessel
Adam Kessel, né en 1866 et mort en 1946 à Keeseville (New York), est un producteur de cinéma américain. 

## Biographie
Adam Kessel est le fondateur de Keystone, subdivision de la New York Motion Picture Company qui fusionna en 1912 dans l'entité Universal Film Manufacturing Company.